# Tané McClure
Tané McClure (Los Angeles, 8 giugno 1958) è un'attrice e cantante statunitense.

## Biografia
Nata a Los Angeles in California è figlia dell'attore Doug McClure e Faye Bash, la prima delle sue cinque mogli.
Ha rivestito un ruolo cameo all'età di cinque anni in The Virginian, la serie western dove recitava suo padre. Cresciuta alle Hawaii, McClure si trasferì in California e, all'età di 17 anni, incominciò a cantare in una band di latin jazz chiamata Sweet Honesty. Ha registrato il suo primo singolo, Redwood City, verso la fine degli anni 70, e poco dopo incontrò Jonathan Cain, il tastierista dei The Babys che poi ha sposato. McClure si trasferì insieme a Cain a Los Angeles, dove firmò un contratto con la casa discografica RCA Records e pubblicò un album. Alex Henderson di Allmusic ha definito l'album eccellente con una qualità simile a Pat Benatar. La seconda canzone dell'album, Holdin' On, raggiunse la posizione 37 sul Billboard Hot 100. Le vendite dell'album però furono inferiori alle aspettative e McClure interruppe la sua carriera discografica.
Negli anni '80 e '90, McClure ha recitato in oltre una dozzina di thriller erotici softcore e ha interpretato la madre di Elle Woods (Reese Witherspoon) ne La rivincita delle bionde.

## Filmografia

### Cinema
- Crawlspace (1986)
- Zombie Death House (1987)
- Death Spa (1987)
- Commando Squad (1987)
- Hot under the Collar (1991)
- The Heavy Petting Detective (1995)
- Midnight Tease II (1995)
- Lap Dancing (1995)
- Target of Seduction (1995)
- Night Visions (1995)
- Married People, Single Sex 2: For Better or Worse (1995)
- Caged Hearts (1995)
- Illicit Dreams 2 (1996)
- Bikini Academy (1996)
- Sexual Roulette (1996)
- Lovers, Liars and Thieves (1996)
- Stripshow (1996)
- Scorned 2 (1997)
- Operation Cobra (1997)
- Sweetheart Murders (1998)
- Go (1999)
- Bare Deception (2000)
- Legally Blonde (2001)
- Legally Blonde 2: Red, White & Blonde (2003)
- Customer of the Week (2005)
- Revamped (2007)
- Section B (2007)
- The Hard Ride (2008)

### Televisione
- Il virginiano (The Virginian) – serie TV, episodio 1x21 (1963)

### Video musicali
- You Shouldn't Kiss Me Like This (2000)